# Удары (фильм, 2020)
«Удары» (англ. Bruised) — американская спортивная драма 2021 года режиссёра Хэлли Берри (режиссёрский дебют) по сценарию Мишель Розенфарб. В главных ролях сама Берри, а также Адан Канто, Стивен Хендерсон и Адриан Ленокс.
Мировая премьера фильма состоялась на Международном кинофестивале в Торонто 12 сентября 2020 года, а позже картина была выпущена в кинотеатрах и на Netflix 24 ноября 2021 года. Фильм получил смешанные отзывы критиков, которые высоко оценили режиссуру и актёрскую игру Берри, но раскритиковали сценарий и непоследовательный тон фильма.

## Сюжет
Через четыре года после поражения бывший боец UFC Джеки «Милый бык» Джастис живет со своим бойфрендом и менеджером Дези в центре Ньюарка, Нью-Джерси. Зарабатывая на жизнь уборкой домов, Джеки увлекается алкоголем, чтобы справиться со скукой своей повседневной жизни. Дези подталкивает Джеки снова начать драться, но она отказывается, сердито обвиняя его в том, что он плохо управляет ее карьерой.
Дези ведет Джеки на нелегальный подпольный бой, надеясь подписать контракт. Опознавшая ее «Оборотень» провоцирует ее на драку. Когда Джеки наконец выходит из себя, она прижимает Оборотня к земле и бьет ее головой до потери сознания. Попав на глаза Безупречному, промоутеру женской лиги ММА Invicta, он нанимает Джеки и знакомит ее с Бобби Берроа и Попсом, его лучшими тренерами, чтобы вернуть ее в боевую форму.
По пути домой, Джеки и Дези останавливает отчужденная мать Джеки Энджел, которая привела Мэнни, сына Джеки, которого она не видела с тех пор, как он был младенцем. Мэнни был помещен под ее опеку после того, как его отец, бывший бойфренд Джеки, был убит в перестрелке. Травма заставила Мэнни полностью перестать говорить.
Мэнни переезжает к своей матери, а Джеки под руководством Бобби медленно восстанавливает свою прежнюю форму. Безупречный убеждает ее подписать с ним контракт; Дези злится, но в конце концов они все улаживают. Сближаясь с Бобби, Джеки узнает, что она тоже мать, но не видела своего ребенка более двух лет после распада своего брака.
Джеки записывает Мэнни в школу, одновременно учась быть матерью, и даже выливает весь свой алкоголь в раковину. Однако отношения Джеки с Дези ухудшаются, пока он, наконец, не срывается, разбивая клавиатуру Мэнни и ударяя Джеки по лицу, когда она пытается остановить его. Джеки съезжает с Мэнни, оставляя его навсегда. Энджел неохотно позволяет им переехать к ней до боя.
Джеки противостоит Люсии «Леди Киллер» Чавес, чемпионке Invicta FC в наилегчайшем весе. Безупречный утверждает, что цель боя в том, чтобы вернуть Джеки в UFC, но позже он сердито признает, что завербовал ее в качестве соперницы для Чавес.
Джеки страдает приступом паники, вновь переживая воспоминание о своем последнем бое. Мэнни пытается утешить ее, но она кричит ему, чтобы он уходил. Он убегает, и незнакомец приводит его к Энджел. Уже будучи в плохих отношениях со своей дочерью (поскольку Джеки обвинила ее в том, что она позволила своим парням и дяде Джеки изнасиловать ее в детстве), Энджел презрительно говорит Джеки, что она плохая мать и что она возьмет на себя заботу о Мэнни.
Поскольку ей больше не к кому обратиться, Джеки начинает жить с Бобби, с головой погружаясь в тренировки. После признания Джеки в своих страхах перед возвращением на ринг, они целуются и становятся близки. Однако, когда Бобби просит ее подумать о том, чтобы зарегистрироваться официально, Джеки признает, что она не готова, и Бобби впадает в запой, оказавшись в больнице за день до боя.
Имея только Попса в своем углу, Джеки вступает в бой с Чавес отвлеченной, так что чемпионка доминирует в первом раунде. Во втором и третьем раундах ее уверенность укрепляется по мере того, как она изматывает Чавес и завоевывает аудиторию. В пятом и последнем раунде Джеки встречает Чавес ударом за ударом. Бой завершается победой Чавес раздельным решением. Несмотря на это, она и зрители празднуют успешное возвращение Джеки.
Помирившись с Бобби, Джеки возвращается к Энджел, обещая сыну, что купит им собственное жилье. Женщины расстаются в хороших отношениях. Когда они идут по улице, Джеки останавливается, чтобы помочь Мэнни завязать шнурки, и он впервые заговаривает с ней, принимая ее как свою мать.

## В ролях
| Актёр              | Роль                                                                             |
| ------------------ | -------------------------------------------------------------------------------- |
| Хэлли Берри        | Джеки Джастис                                                                    |
| Дэнни Бойд-младший | Мэнни, сын Джеки                                                                 |
| Шамьер Андерсон    | Безупречный, владелец лиги ММА, который организует бой между Джеки и Леди Киллер |
| Адан Канто         | Дези, менеджер Джеки                                                             |
| Шейла Атим         | Бобби Бероа                                                                      |
| Стивен Хендерсон   | Попс, тренер Джеки                                                               |
| Адриан Ленокс      | Энджел, мать Джеки                                                               |
| Валентина Шевченко | Люсия «Леди Киллер» Чавес                                                        |

## Производство
Первоначально Ник Кассаветис должен был стать режиссёром фильма. Блейк Лайвли первоначально была выбрана в качестве главной героини фильма. 11 сентября 2018 года Холли Берри заняла режиссёрское кресло, что стало её режиссёрским дебютом, и заменила Лайвли в качестве главной героини фильма. 4 декабря 2019 года Шамьер Андерсон и Адан Канто снялись в фильме. 16 декабря 2019 года Шейла Атим получила роль в фильме.
Основные съёмки начались в ноябре 2019 года в Нью-Джерси. Места съемок включали зал Джима Уилана в Атлантик-Сити и боксерский зал в Ньюарке. Во время съемок Берри получила незначительную травму, и съемки были приостановлены на несколько дней. Несмотря на сломанные два ребра, Берри продолжила сниматься. По словам Холли, она слишком много сил вложила в этот фильм, чтобы останавливаться из-за травм. Производство возобновилось 27 ноября. Съёмки завершились 20 декабря 2019 года. Позднее хореограф картины Эрик Браун назвал Берри «невероятной актрисой».
Музыка фильма была написана Теренсом Бланчардом.
Скандал: в 2021 году боец ММА Кэти Дебора "Кэт" Зингано подала в суд на Холли Берри поскольку американская спортсменка пострадала из-за своего желания стать актрисой. В судебном иске Зингано заявила, что Берри ввела её в заблуждение, пообещав роль в картине, из-за которой спортсменка лишилась контракта с UFC. Спортсменка должна была сняться в фильме, ради съёмок боец отказалась от проведения очередного боя в UFC. Из-за сорвавшегося поединка UFC в 2019 году уволила Зингано, однако и Берри попрощалась с Кэти: режиссёру обязательно нужна была девушка-боец, выступающая в UFC, а не уволенная из организации.
В иске Зингано пояснила, что они впервые встретились с Холли Берри в июле 2019 года, чтобы обсудить будущий фильм. Берри убедила Зингано, что она идеально подходит на роль. Но вскоре UFC назначила Зингано следующий бой. Берри была против того, чтобы Зингано выходила в октагон. Режиссёр посоветовала спортсменке отказаться от проведения поединка ради съёмок. Холли ссылалась на страховую компанию, которая не хотела, чтобы Зингано получила повреждения. Спортсменка последовала совету актрисы-режиссёра, в итоге лишилась и роли и контракта с UFC.
Холли Берри отказалась публично комментировать предъявленные обвинения.

## Выход
В сентябре 2021 года Netflix приобрел права на распространение фильма примерно за 20 миллионов долларов. Мировая премьера фильма состоялась на Международном кинофестивале в Торонто 12 сентября 2020 года. Фильм также был показан на фестивале AFI Fest 14 ноября 2021 года. Его ограниченный кинотеатральный релиз состоялся 17 ноября 2021 года до премьеры на Netflix 24 ноября.

## Отзывы
На сайте Rotten Tomatoes фильм имеет рейтинг 52 % на основе 89 отзывов, со средней оценкой 5,7/10. Консенсус критиков на сайте гласит: «Удары» не так сильно поражает, как может показаться из названия, но Хэлли Берри впечатляет по обе стороны камеры в своём режиссёрском дебюте". На Metacritic фильм имеет средний балл 52 из 100, основанный на 21 рецензии, что указывает на «средние отзывы».
Питер Хаммонд из Deadline Hollywood написал, что «нет никаких сомнений в том, что Берри проявила себя превосходно, не только так, как вы могли бы ожидать с точки зрения актерской игры от оскароносной звезды „Бала монстров“, но и за камерой. Она остро ориентируется в женской истории об опозоренной суперзвезде ММА, пытающейся пробиться обратно на вершину, собирая воедино осколки своей разрушенной личной жизни».